# Vologda (città)
Vólogda (in russo Во́логда?) è una città della Russia occidentale, situata sul fiume omonimo; il suo nome significa la pura nella lingua ugrofinnica indigena. È capoluogo dell'Oblast' di Vologda.

## Storia
La città ha origini antiche: la prima menzione è del 1147, quando furono fondate una chiesa e un piccolo villaggio; un secolo abbondante più tardi la città fu rasa al suolo dai mongoli. All'inizio del XV secolo Vologda entrò nell'area di influenza del granducato di Mosca, dando inizio alla sua crescita come centro di commercio.
La città è, data la lunghezza della sua storia, ricca di testimonianze: particolare valore assumono la cattedrale di Santa Sofia, fatta costruire da Ivan il Terribile tra il 1568 e il 1570 e il monastero Spaso-Prilutskij, risalente al 1371.

## Infrastrutture e trasporti

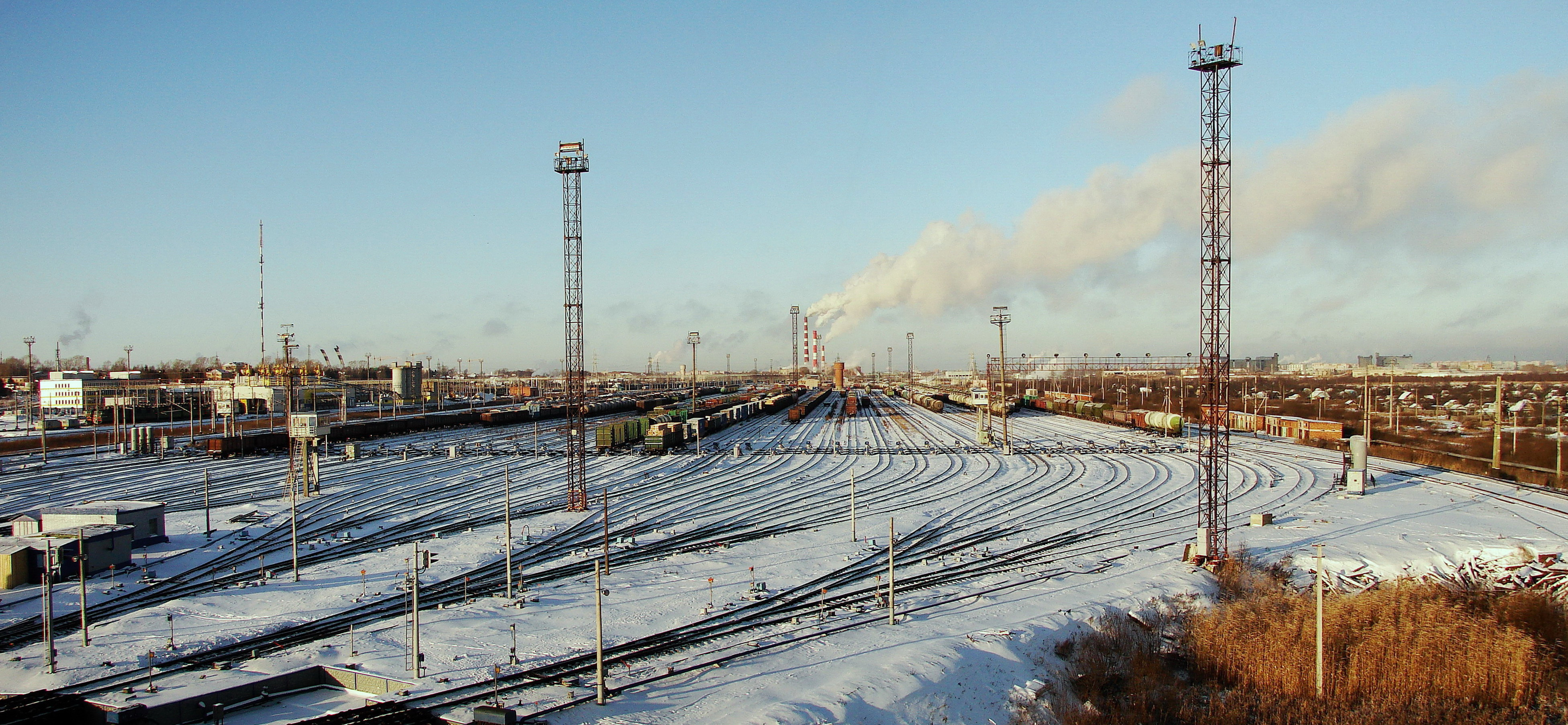
La ferrovie di Losta

La città è servita dall'Aeroporto di Vologda ed è facilmente raggiungibile con voli di linea giornalieri della compagnia aerea locale Vologda Air, che collegano Vologda con l'aeroporto di Mosca-Vnukovo, sito nella capitale russa.

## Clima
| Vologda (1991-2020) Fonte:  | Mesi         | Mesi         | Mesi         | Mesi         | Mesi        | Mesi        | Mesi        | Mesi        | Mesi        | Mesi         | Mesi         | Mesi         | Stagioni | Stagioni | Stagioni | Stagioni | Anno  |
| Vologda (1991-2020) Fonte:  | Gen          | Feb          | Mar          | Apr          | Mag         | Giu         | Lug         | Ago         | Set         | Ott          | Nov          | Dic          | Inv      | Pri      | Est      | Aut      | Anno  |
| --------------------------- | ------------ | ------------ | ------------ | ------------ | ----------- | ----------- | ----------- | ----------- | ----------- | ------------ | ------------ | ------------ | -------- | -------- | -------- | -------- | ----- |
| T. max. media (°C)          | −6,7         | −5,4         | 0,6          | 9,2          | 17,2        | 21,2        | 23,6        | 20,8        | 14,6        | 6,6          | −0,8         | −4,6         | −5,6     | 9,0      | 21,9     | 6,8      | 8,0   |
| T. media (°C)               | −9,9         | −9,2         | −4,1         | 3,6          | 10,9        | 15,2        | 17,7        | 15,1        | 9,8         | 3,5          | −3,0         | −7,2         | −8,8     | 3,5      | 16,0     | 3,4      | 3,5   |
| T. min. media (°C)          | −13,3        | −12,9        | −8,2         | −1,0         | 5,1         | 9,5         | 12,1        | 10,1        | 6,0         | 1,0          | −5,3         | −10,2        | −12,1    | −1,4     | 10,6     | 0,6      | −0,6  |
| T. max. assoluta (°C)       | 5,3 (2007)   | 5,6 (1990)   | 16,4 (2007)  | 26,8 (2000)  | 31,1 (2021) | 34,9 (2021) | 34,5 (1981) | 36,4 (2010) | 28,8 (1963) | 22,8 (1999)  | 13,5 (2013)  | 8,5 (2006)   | 8,5      | 31,1     | 36,4     | 28,8     | 36,4  |
| T. min. assoluta (°C)       | −47,1 (1940) | −43,2 (1946) | −34,9 (2021) | −25,6 (1941) | −9,1 (1978) | −3,1 (1985) | 1,2 (1949)  | −1,4 (1950) | −8,6 (1996) | −20,0 (2014) | −34,1 (2010) | −45,2 (1978) | −47,1    | −34,9    | −3,1     | −34,1    | −47,1 |
| Nuvolosità (okta al giorno) | 8,2          | 7,6          | 7,0          | 6,7          | 6,6         | 6,8         | 6,5         | 6,8         | 7,5         | 8,1          | 8,6          | 8,6          | 8,1      | 6,8      | 6,7      | 8,1      | 7,4   |
| Precipitazioni (mm)         | 36           | 29           | 27           | 29           | 48          | 63          | 74          | 71          | 55          | 54           | 46           | 38           | 103      | 104      | 208      | 155      | 570   |
| Giorni di pioggia           | 6            | 5            | 8            | 14           | 17          | 18          | 16          | 18          | 19          | 18           | 12           | 7            | 18       | 39       | 52       | 49       | 158   |
| Nevicate (cm)               | 28           | 38           | 36           | 5            | 0           | 0           | 0           | 0           | 0           | 1            | 6            | 18           | 84       | 41       | 0        | 7        | 132   |
| Giorni di neve              | 28           | 25           | 19           | 9            | 3           | 0,2         | 0,0         | 0,03        | 1,0         | 10,0         | 22,0         | 28,0         | 81,0     | 31,0     | 0,2      | 33,0     | 145,2 |
| Giorni di nebbia            | 2            | 2            | 2            | 2            | 2           | 5           | 8           | 9           | 6           | 4            | 2            | 2            | 6        | 6        | 22       | 12       | 46    |
| Umidità relativa media (%)  | 86           | 83           | 78           | 71           | 65          | 73          | 76          | 81          | 84          | 87           | 88           | 87           | 85,3     | 71,3     | 76,7     | 86,3     | 79,9  |
| Vento (direzione-m/s)       | S 3,3        | S 3,3        | S 3,1        | SE 3,1       | NW 3,2      | NW 2,8      | NW 2,5      | NW 2,5      | S 2,8       | S 3,1        | S 3,2        | S 3,2        | 3,3      | 3,1      | 2,6      | 3,0      | 3,0   |